# Gross-Titlisschans
De Gross-Titlisschans is een op de Titlis, in de gemeente Engelberg in het Zwitserse kanton Obwalden, gelegen skischans. Hier vinden regelmatig wedstrijden plaats in het kader van de wereldbeker schansspringen.

## Geschiedenis
De eerste skischans in Engelberg, de Sandrainschans, werd in 1907 geopend. Nadat deze na meerdere verbouwingen niet meer aan de eisen voldeed, begon men in 1964 met de bouw van de Klein-Titlisschans. Deze was reeds voorzien van kunstlicht en destijds vonden er al avondwedstrijden plaats. Nadat ook deze schans na niet al te lange tijd niet meer in de ontwikkeling van de schansspringsport mee kon gaan, ontstond in 1971 de Gross-Titlisschans. Deze schans is sindsdien de grootste schans van Zwitserland. In 1984 vond hier het wereldkampioenschap voor landenteams plaats, daarvoor werd de schans verbouwd. In 2001 werd de schans nogmaals verbouwd om aan de huidige eisen te kunnen blijven voldoen.